# Kerkenkaart

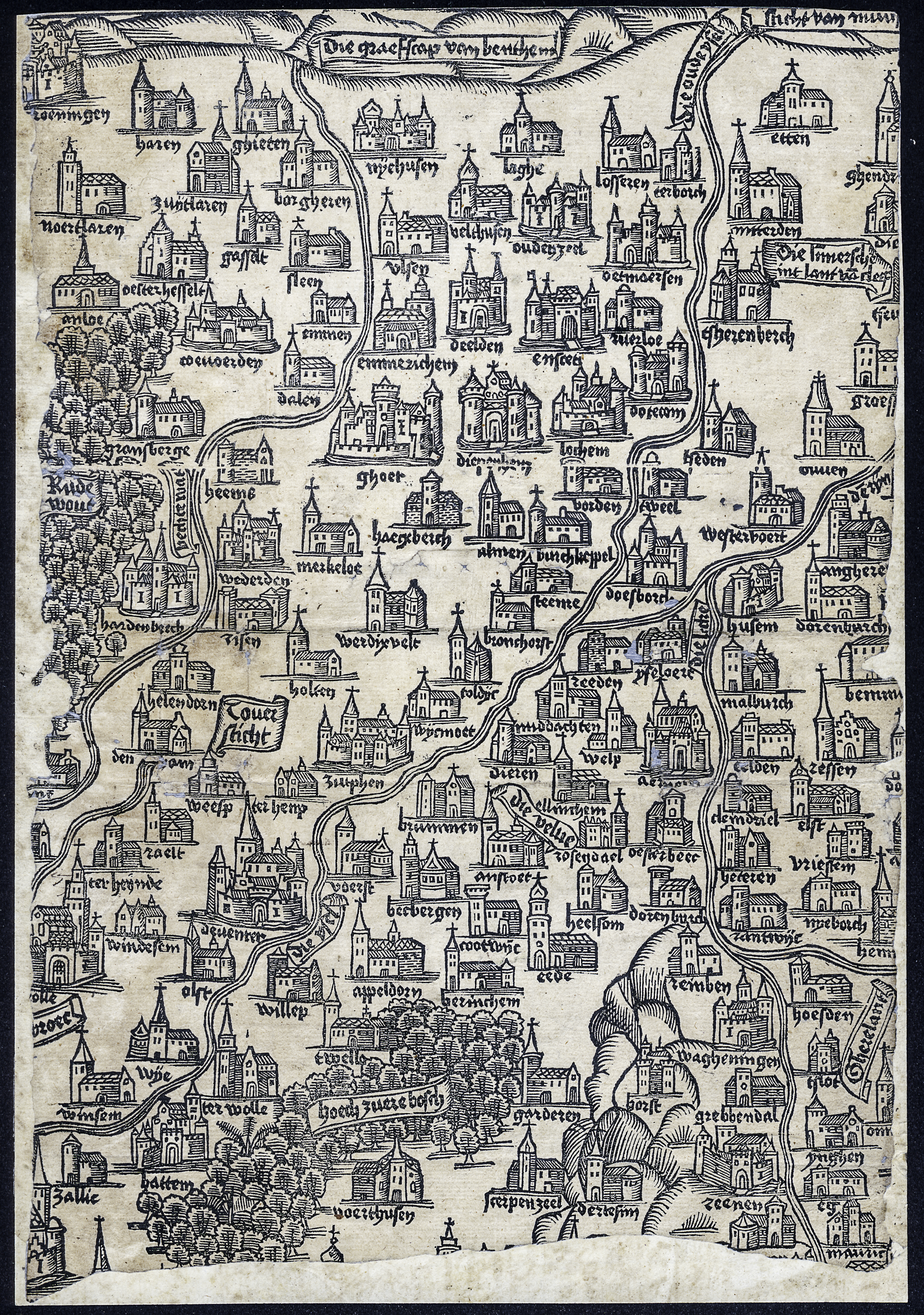
Kaart van het Oversticht

De kerkenkaart is een kaart uit circa 1524 waarvan twee fragmenten bewaard zijn gebleven. De kaart is een houtsnede en wordt 'kerkenkaart' genoemd omdat er vooral  kerken en kloosters in het bisdom Utrecht op staan afgebeeld.
De kaart werd vermoedelijk gedrukt door Johannes Grüninger. Dit gebeurde in opdracht van bisschop-elect Hendrik van Beieren, die de kaart liet maken omdat hij het bisdom vanwege politieke problemen niet kon  bezoeken. Door de kaart kreeg hij er toch een indruk van. De twee nog bestaande fragmenten geven een overzicht van respectievelijk Friesland, en een groot deel van Gelderland, Overijssel en Groningen. Het fragment van Friesland is van belang omdat het de eerste bekende kaart is waarop Nederlandse Waddeneilanden (te weten Terschelling en Ameland) met hun naam worden aangegeven. De kaart is topografisch niet accuraat, maar is interessant omdat ze toont met wat voor matige kaarten men zich moest behelpen, slechts enkele decennia voor het veel betere werk van Jacob van Deventer.
De kerkenkaart werd halverwege de 20e eeuw bij toeval ontdekt in de Universiteitsbibliotheek van Leiden. In een 18e-eeuws handschrift waren verschillende oude kaartfragmenten als schutbladen gebruikt. Naast de twee delen van de kerkenkaart vond men er twee delen van een andere kaart uit begin 16e eeuw, die Afrika en de westkust van Zuid-Amerika afbeeldde.